# Suctobelbella angulata
Suctobelbella angulata är en kvalsterart som beskrevs av K. Fujikawa 2004. Suctobelbella angulata ingår i släktet Suctobelbella och familjen Suctobelbidae. Inga underarter finns listade i Catalogue of Life.